# Paul Surmont
Paul Surmont, né le 2 février 1815 à Mamers, mort le 4 février 1892, était un magistrat et homme politique français.

## Biographie
Juge au Tribunal civil du Mans, il est maire du Mans du 18 septembre 1849 au 15 juillet 1854. 
Il fait creuser une nouvelle voie de communication sous le vieux Mans (aujourd'hui connue sous le nom de tunnel Wilbur-Wright), reliant la place de la Chasse-Royale aux Jacobins et permettant de relier directement en ligne droite la place des Jacobins au Pont Yssoir et au nouveau cimetière de l'Ouest, créé en 1847.
Il est conseiller général (2e canton du Mans) de 1852 à 1861.
Il préside la Société d'agriculture, sciences et arts de la Sarthe de 1856 à 1858, puis de 1861 à 1862.
Sa sœur avait épousé Élie Janvier de La Motte.

## Source
- Revue historique et archéologique du Maine (1901)
- La Province du Maine (2007)